# Rudolf Brazda
Rudolf Brazda (Brossen, 26 giugno 1913 – Bantzenheim, 3 agosto 2011) è stato l'ultimo sopravvissuto a un campo di concentramento ad essere stato deportato con l'accusa di omosessualità.
Brazda ha trascorso quasi tre anni al campo di concentramento di Buchenwald, dove la sua uniforme da prigioniero era marchiata con il caratteristico triangolo rosa che i nazisti usavano per contrassegnare gli uomini internati come omosessuali. Dopo la liberazione di Buchenwald, Brazda si stabilì in Alsazia, nel nord-est della Francia, nel maggio 1945, e vi visse per il resto della sua vita.
Sebbene altri uomini omosessuali sopravvissuti all'Olocausto siano ancora vivi, non erano conosciuti dai nazisti come omosessuali e non furono deportati come internati per omosessualità. Almeno due uomini gay internati come ebrei, ad esempio, hanno parlato pubblicamente delle loro esperienze.

## Vita

### 1913-1937
Brazda nacque a Brossen (ora parte di Meuselwitz, Turingia, Germania), ultimo di otto fratelli, nato da genitori originari della Boemia emigrati in Sassonia per guadagnarsi da vivere (suo padre lavorava nelle miniere di lignite locali). Dopo la prima guerra mondiale divenne cittadino cecoslovacco per via delle origini dei suoi genitori. Il padre, congedato solo nel 1919, morì un anno dopo in seguito a un infortunio sul lavoro. 
Brazda è cresciuto prima a Brossen, poi nella vicina Meuselwitz dove iniziò a formarsi come riparatore di tetti. All'inizio degli anni '30, prima dell'ascesa al potere dei nazisti, era in grado di vivere apertamente la sua sessualità, grazie al clima di relativa tolleranza che prevaleva negli ultimi giorni della Repubblica di Weimar. Nell'estate del 1933 incontrò Werner, il suo primo compagno. Insieme hanno condiviso un subaffitto nella casa di una testimone di Geova, che era pienamente consapevole e tollerante del legame esistente tra loro. Nei due anni successivi, nonostante l'ascesa al potere dei nazisti e il successivo rafforzamento del paragrafo 175, condussero una vita felice, facendo amicizia con altre persone omosessuali e facendo spesso viaggi sia a livello locale, sia più lontano, per visitare luoghi di incontro gay, come il "New York Café" di Lipsia.
Nel 1936, Werner fu arruolato nell'esercito mentre Brazda cominciò a lavorare come fattorino in un hotel a Lipsia. A partire dal 1935, l'estensione nazista delle disposizioni legali che criminalizzavano l'omosessualità ha generato un drammatico aumento delle condanne contro gli omosessuali. Così, nel 1937, a seguito delle indagini della polizia sulle vite dei suoi amici gay, Brazda fu indagato e incarcerato in attesa di ulteriori indagini. Brazda fu infine processato e condannato a sei mesi di prigione per aver violato i termini del paragrafo 175. Anche Werner fu processato e condannato altrove e le circostanze portarono entrambi a perdersi di vista nei mesi successivi. Si dice che Werner sia morto nel 1940 mentre era in servizio militare sul fronte francese, in una battaglia contro le forze di spedizione della Gran Bretagna.

### 1938–1941: esiliato nei Sudeti
Scontata la pena, Brazda fu presto espulso dalla Germania poco dopo il suo rilascio nell'ottobre 1937. Da un punto di vista tecnico e giuridico, era considerato un cittadino cecoslovacco con precedenti penali e, come tale, trattato come persona non grata nella Germania nazista e costretto quindi a lasciare il Paese. Poiché i suoi genitori non gli avevano insegnato il ceco, partì per quello che tecnicamente era il suo paese, ma decise di stabilirsi nella regione di lingua tedesca dei Sudeti, la provincia della Cecoslovacchia lungo tutto il confine con la Germania. Lì andò a vivere a Karlsbad (oggi Karlovy Vary).
Nonostante l'annessione della provincia da parte della Germania meno di un anno dopo, Brazda riuscì a trovare lavoro come riparatore di tetti e si stabilì con un nuovo compagno di nome Anton. Sfortunatamente, il nome di Brazda apparì di nuovo nelle inchieste della polizia. Nell'aprile 1941 fu nuovamente imprigionato per sospetto di attività omosessuale e successivamente incriminato da un tribunale della città di Eger (oggi Cheb).
Nel giugno 1942, invece di essere rilasciato alla fine della sua seconda pena detentiva, fu incarcerato in "Schutzhaft", o custodia cautelare, il primo provvedimento che portò alla sua deportazione in un campo di concentramento.

### 1942-1945: Buchenwald
Brazda fu deportato al campo di concentramento di Buchenwald l'8 agosto 1942 e vi rimase fino alla sua liberazione, l'11 aprile 1945. Era il prigioniero numero 7952 e iniziò con i lavori forzati presso la cava di pietra, prima di essere assegnato a un compito più leggero nell'infermeria della cava. Alcuni mesi dopo, entrò a far parte del reparto conciatetti, il quale faceva parte del kommando "Bauhof"e fu incaricato della manutenzione dei numerosi edifici che costituivano il campo (dormitori, caserme, edifici amministrativi, fabbriche di armamenti, ecc.). In molte occasioni, Brazda fu testimone della crudeltà dei nazisti nei confronti degli omosessuali e di altri detenuti, consapevole del destino che attendeva molti di loro; non era raro che prigionieri malati o disabili venissero giustiziati con iniezione letale al infermeria.
Con l'aiuto di un kapo che lo nascose nei primi giorni dell'aprile del 1945, poco prima dell'evacuazione del campo, Brazda riuscì a evitare di essere mandato via con migliaia di prigionieri. Queste misure di evacuazione forzata si sono poi trasformate in marce della morte per quasi la metà dei deportati, infatti le persone venivano uccise sul posto se erano troppo deboli per sostenere il ritmo.
All'interno del kommando dei conciatetti, Brazda aveva fatto amicizia con altri deportati, per lo più comunisti e in particolare con Fernand, un francese di Mulhouse, nella provincia dell'Alsazia. Dopo la liberazione del campo, invece di tornare nella città natale e alla sua famiglia, rimasta in Germania, Brazda decise di seguire il francese nel paese natale di quest'ultimo. Fernand era stato deportato per motivi politici, essendo stato coinvolto nelle Brigate internazionali, combattendo tra il 1936 e il 1938 nella guerra civile spagnola. Nel maggio 1945, entrambi arrivarono a Mulhouse, poco dopo la Giornata della vittoria. Ben presto Brazda trovò di nuovo un impiego, sempre come operaio. 

### Dopo il 1945: vita in Francia
Brazda decise di stabilirsi nell'Alsazia meridionale e iniziò a visitare i luoghi di incontro gay locali, in particolare il giardino pubblico di Steinbach dove Pierre Seel, un altro deportato omosessuale, era stato identificato dalla polizia francese poco prima dello scoppio della seconda guerra mondiale.
All'inizio degli anni '50, a un ballo in maschera, Brazda incontrò Edouard "Edi" Mayer, che divenne il suo compagno di vita. All'inizio degli anni '60 si trasferirono in una casa che costruirono nei sobborghi di Mulhouse, dove Brazda risiedette fino a poco prima della sua morte. Brazda si prese cura di Edi per oltre 30 anni, dopo che esso rimase paralizzato da un grave incidente sul lavoro, fino alla sua morte nel 2003.

### 2008: riconoscimento pubblico della sua storia
Nonostante la vecchiaia, rimase un acuto osservatore e seguace delle notizie. Così, nel 2008, quando ha sentito alla TV tedesca dell'imminente inaugurazione di un memoriale alle vittime omosessuali del nazismo a Berlino, decise di farsi conoscere. Sebbene non fosse presente all'inaugurazione del monumento, il 27 maggio 2008, ricevette un invito per partecipare a una cerimonia un mese dopo, la mattina della marcia del gay pride di Berlino.

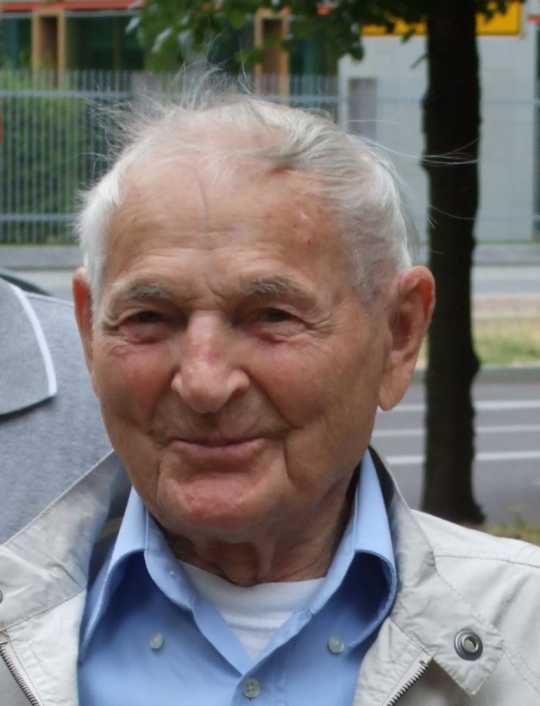
Rudolf Brazda (1913 - 2011) on June 27, 2008 in Berlin

Successivamente Brazda è stato invitato a partecipare a una serie di eventi gay, tra cui Europride Zurigo nel 2009 e alcuni eventi su scala minore in Francia, Svizzera e Germania.
Nel 2010, Rudolf Brazda ha preso parte a Mulhouse alla presentazione di una targa in memoria di Pierre Seel e altri che sono stati deportati a causa della loro omosessualità ed è inoltre stato ospite d'onore a una cerimonia di commemorazione a Buchenwald.
Sabato 25 settembre 2010, Brazda è stata simbolicamente presente sul sito dell'ex campo di concentramento di Natzweiler in occasione della cerimonia di inaugurazione di una targa che recita: "In memoria delle vittime della barbarie nazista, deportate a causa della loro omosessualità".
Nel 2010, Brazda ha ricevuto anche le medaglie d'oro delle città di Tolosa e Nancy in riconoscimento del suo impegno a testimoniare a livello locale e nazionale in Francia. Brazda era determinato a continuare a parlare del suo passato, nella speranza che le generazioni più giovani rimangano vigili di fronte ai comportamenti e ai modelli di pensiero attuali, simili a quelli che hanno portato alle persecuzioni subite dagli omosessuali durante l'epoca nazista.
In riconoscimento dei suoi numerosi contributi a dibattiti pubblici, interviste ai media e articoli di ricerca, a livello nazionale e internazionale e il suo coinvolgimento in un gruppo di cittadini che promuove la consapevolezza della deportazione omosessuale in Francia, Brazda è stato nominato Cavaliere nell'ordine nazionale della Legion d'onore, nella lista degli onori di Pasqua 2011. Ha ricevuto le sue insegne da cavaliere quattro giorni dopo da Marie-José Chombart de Lauwe, presidente della Fondazione francese per il ricordo della deportazione, a Puteaux (città dalla quale ha anche ricevuto per l'occasione la medaglia d'oro). Tra i presenti si trovava anche Raymond Aubrac, noto personaggio della Resistenza francese.
Brazda ha sostenuto il lavoro di ricerca del gruppo di cittadini francesi Les «Oublié(e)s» De la Mémoire che lo ha nominato membro onorario il 3 ottobre 2008. 
La sua biografia originale, Itinéraire d'un Triangle rose è l'unico libro che ha verificato e autorizzato personalmente. È la testimonianza del probabile ultimo sopravvissuto di quegli uomini contrassegnati da un triangolo rosa e mostra come la repressione nazista dell'omosessualità abbia avuto un impatto diretto sul suo percorso di vita. Per la prima volta, un libro rivela i dettagli delle minuziose indagini della polizia che hanno portato a condannare lui e altri omosessuali che erano stati esaminati. Si occupa anche di questioni come la sessualità umana nei campi di concentramento.
Nel 2011 è stata pubblicata una biografia di Brazda in lingua tedesca più lunga e accademica: "Das Glück kam immer zu mir": Rudolf Brazda — Das Überleben eines Homosexuellen im Dritten Reich di Alexander Zinn. 

## Morte
Brazda è morto il 3 agosto 2011, all'età di 98 anni, a Les Molènes, una struttura di residenza assistita nella città di Bantzenheim, nel nord-est della Francia. La sua morte è stata annunciata per la prima volta da Yagg.com, un sito di notizie online della comunità lgbt francese, citando il suo biografo francese ed esecutore testamentario. Il funerale di Brazda si è tenuto l'8 agosto 2011 a Mulhouse. Dopo un servizio di commemorazione a cui hanno partecipato circa 40 persone, il suo corpo è stato cremato e le sue ceneri sono state sepolte insieme a quelle di Edouard Mayer, nel cimitero di Mulhouse.

## Tributi e commemorazioni
Subito dopo la morte di Rudolf Brazda, numerose organizzazioni e funzionari in Francia hanno reso omaggio alla sua memoria. Tra coloro che hanno rilasciato dichiarazioni c'erano Marc Laffineur, Segretario di Stato per il Ministero della Difesa e Affari dei Veterani, il Partito Socialista, Ian Brossat, presidente del caucus del Partito Comunista Francese/Partito della Sinistra del Consiglio Comunale di Parigi, Jean-Luc Romero, presidente di Elus Locaux Contre le Sida (Funzionari locali eletti contro l'AIDS), l'organizzazione di attivisti contro l'AIDS ACT UP – Parigi, Les Oubli-é-es de la Mémoire e il Mémorial de la Déportation Homosexuelle, un'associazione nazionale francese che commemora le vittime omosessuali della persecuzione nazista.
I necrologi di Rudolf Brazda sono apparsi su pubblicazioni e siti web in tutto il mondo. Necrologi in lingua inglese basati su rapporti e analisi originali sono stati pubblicati dall'Associated Press (Stati Uniti), Posizione ceca (Praga), il Los Angeles Times, il New York Times, RFI (Francia), il Telegraph, l'Independent (Londra), UPI (Stati Uniti) e numerosi altri media.
Il 28 settembre 2011, una cerimonia nazionale di tributo a Rudolf è stata organizzata da Les «Oublié(e)s» De la Mémoire e patrocinato da Marc Laffineur, Segretario di Stato per la Difesa e i Veterani. Si è tenuto presso la chiesa di Saint-Roch, a Parigi, che ospita una cappella commemorativa per le vittime della deportazione. Erano presenti funzionari, rappresentanti della diplomazia, militanti e rappresentanti di associazioni. È stata l'ennesima occasione per ricordare che negli ultimi tre anni della sua vita, Rudolf era diventato un testimone unico e che il ricordo della deportazione omosessuale oggi rimane essenziale nella lotta contro le discriminazioni.

### Biografie
- (FR) Jean-Luc Schwab e Rudolf Brazda, Itinéraire d'un Triangle rose, 1ª ed., Éditions Florent Massot, 2010, ISBN 978-2-916546-48-3.
- (DE) Alexander Zinn, "Das Glück kam immer zu mir": Rudolf Brazda—Das Überleben eines Homosexuellen im Dritten Reich, 1ª ed., Campus Verlag, 2011, ISBN 978-3-593-39435-0.

### Necrologi
- Agence France Presse (Francia): (2011-08-04). "L'ultimo sopravvissuto gay al campo di sterminio nazista muore all'età di 98 anni." Estratto 2011/08/07.
- Associated Press (Stati Uniti): Moulsen, Geir (2011-08-04). "L'uomo internato per omosessualità dai nazisti muore a 98 anni." Estratto 2011/08/06.
- CzechPosition.com (Repubblica Ceca): Kenety, Brian (2011-08-04). "L'ultimo gay sopravvissuto all'Olocausto, Rudolf Brázda, muore." Estratto 2011/08/06.
- Deutsche Welle (Germania): Impey, Joanna (2011-08-08). "Muore l'ultimo gay sopravvissuto ai campi di concentramento nazisti" . Estratto 2011/08/09.
- Jerusalem Post (Israele): Weinthal, Benjamin (2011-08-06). "L'ultimo sopravvissuto al campo di concentramento omosessuale muore a 98 anni." Estratto 2011/08/07.
- Los Angeles Times (Stati Uniti): Willshire, Kim (2011-08-05). "Rudolf Brazda muore a 98 anni; sopravvissuto alla persecuzione dei gay da parte dei nazisti". Estratto 2011/08/06.
- New York Times (Stati Uniti): Hevsei, Dennis (2011-08-06). "Rudolf Brazda, 98, Dies; Survived Pink Triangle." Estratto 2011/08/06.
- RFI (Francia): (2011-08-04). "L'ultimo sopravvissuto gay al campo di concentramento muore." Estratto 2011/08/06.
- The Telegraph (Regno Unito): Davison, Phil (2011-08-04). "Necrologi: Rudolf Brazda." Estratto 2011/08/06.
- UPI (Stati Uniti): (2011-08-05). "L'ultimo sopravvissuto gay al campo di concentramento muore." ; include un breve video. Estratto 2011/08/07.
- Washington Post (Stati Uniti): Langer, Emily (2011-08-07). "Rudolf Brazda muore; il gay sopravvissuto al campo di concentramento nazista aveva 98 anni." Estratto 2011/08/07.
- The Independent (Regno Unito): (2011-08-09). "Rudolf Brazda: ultimo sopravvissuto noto dei detenuti gay del 'Triangolo rosa' dei campi di concentramento nazisti"